# Ketteler-Siedlung
Eine Ketteler-Siedlung ist eine der in verschiedenen Orten Deutschlands bestehenden, nach dem katholischen Bischof Wilhelm Emmanuel von Ketteler (1811–1877) benannten Wohnsiedlungen. Die Siedlungen bestehen überwiegend aus Ein- und Zweifamilienhäusern und wurden insbesondere nach dem Zweiten Weltkrieg zur Linderung der Wohnungsnot mit einem hohen Anteil an Eigenleistung errichtet. Zum Bau der Eigenheime und Mietwohnungen wurden im Sinne von Kettlers Sozialethik gleichnamige Vereine oder Genossenschaften gegründet mit der Zielsetzung, preisgünstigen Wohnraum zu schaffen. Der Bau der Ein- und Zweifamilienhäuser erfolgte aus Kostengründen in Gemeinschaftsarbeit unter Anleitung von wenigen Fachkräften.

## Beispiele für Ketteler-Siedlungen
Bayern
- Nürnberg, Grundsteinlegung 1949
- Kronach
- Obertrubach, als Ferienhaus-Siedlung errichtet, 2006 geschlossen, 2012 in Wohnhäuser umgewandelt[2]

Hessen
- Ketteler-Siedlung Offenbach, Bau der Siedlung durch die Ketteler Baugenossenschaft ab 1950[3]

Nordrhein-Westfalen
- Recklinghausen
- Waltrop (2223 Einwohner in der Ketteler-Siedlung)
- Bergkamen-Rünthe, 29 Doppel- und 10 Einzelhäuser errichtet in den Jahren 1952–1954[4][5]
- Euskirchen-Zülpich
- Emmerich-Elten, 31 Häuser, Grundsteinlegung 1958, 1963 bezugsfertig[6]

Rheinland-Pfalz
- Mainz, Errichtung der Ketteler-Siedlung ab 1924 durch den Gemeinnützigen Ketteler-Bauverein eG[7]

Saarland

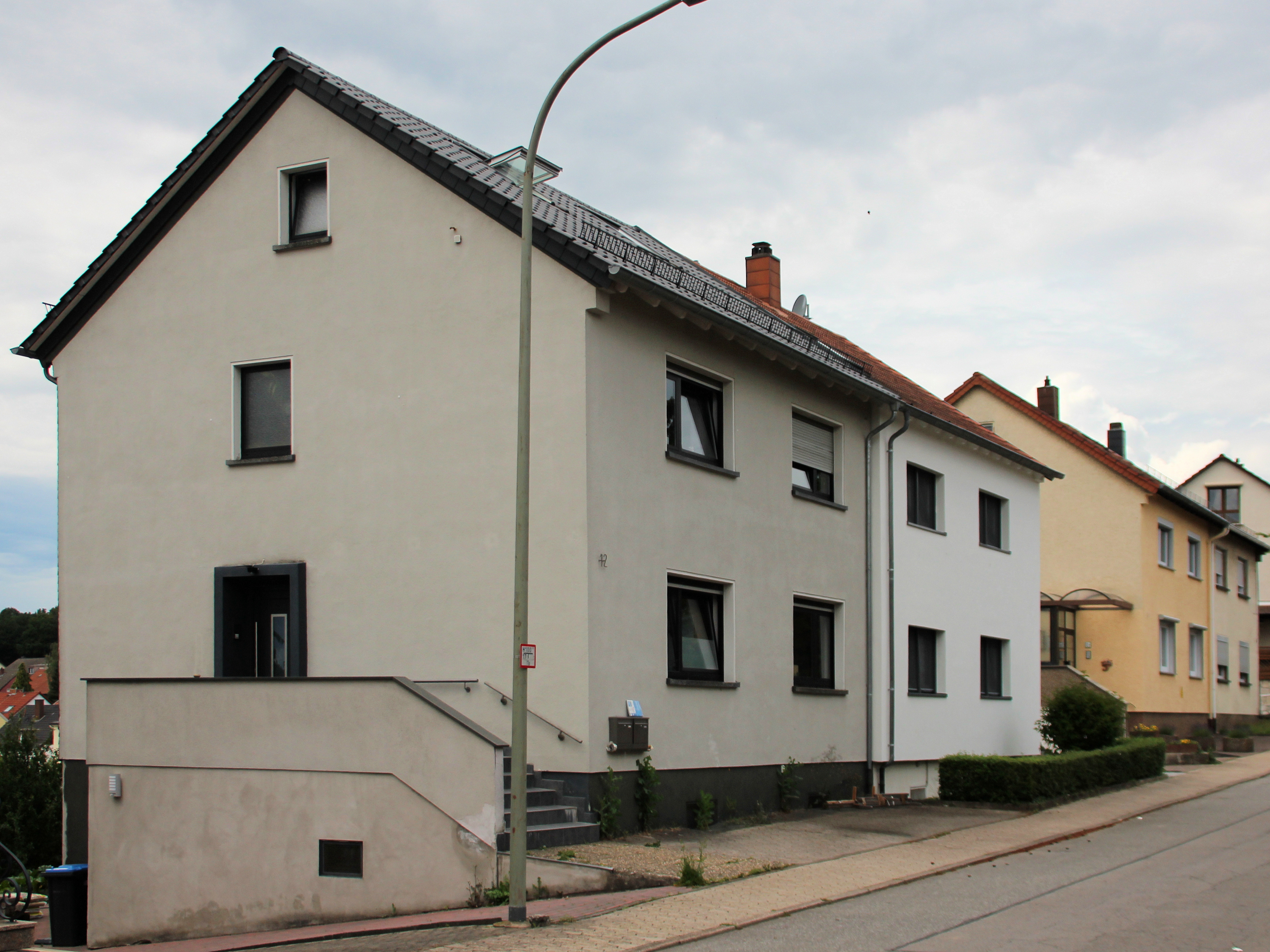
Beispiel für am wenigsten veränderte Häuser einer Ketteler-Siedlung (Friedrichsthal, Hölderlinstraße)

Im Saarland gab es ca. 60 Ketteler-Vereine, die sich im Verband der Ketteler-Vereine im Saargebiet zusammenschlossen.
- Bexbach-Frankenholz
- Friedrichsthal[9]
- Lebach, 126 Zwei- und Einfamilienhäuser mit insgesamt zweihundert Wohnungen, Grundsteinlegung 1949[10][11]
- Saarbrücken-Ensheim, 52 Häuser, Bauzeit 1948–1952[12]
- Saarbrücken-Rastpfuhl, 41 Häuser auf dem oberen Rastpfuhl, Bauzeit 1950–1954[13]
- Sankt Ingbert[14]
- Sulzbach-Hühnerfeld, Bau der ersten Ketteler-Siedlung im Saarland ab 1948[15]
- Völklingen-Heidstock, 17 Häuser, Bauzeit 1949–1953[16][17]